# Lomnický štít
Der Lomnický štít (slowakisch umgangssprachlich Lomničák, deutsch Lomnitzer Spitze, ungarisch Lomnici-csúcs, polnisch Łomnica) ist mit 2634 m n.m. nach dem Gerlachovský štít und Gerlachovská veža der dritthöchste Berg der Hohen Tatra und der Slowakei. Er gilt als der höchste permanente Arbeitsplatz der Slowakei.

## Geographie
Der Lomnický štít, eine der bekanntesten und populärsten Spitzen der Hohen Tatra, ist pyramidenförmig und liegt auf einem Knoten auf einem Seitengrat, der unweit des Bergs Baranie rohy weiter nordwestlich den Hauptkamm der Hohen Tatra trifft. Hier verzweigt sich dieser Grat in zwei Äste, in einen südwestlichen Grat zum Sattel Lomnické sedlo und in den nordöstlichen Grat namens Vidlový hrebeň (deutsch Gabelgrat), mit Nebengipfeln Kežmarský štít (deutsch Kesmarker Spitze) und Huncovský štít (deutsch Hunsdorfer Spitze) und weiteren Seitenkämmen. Die angrenzenden Täler sind Veľká Zmrzlá dolina (deutsch Großes Papirustal) im Talsystem der Dolina Kežmarskej Bielej vody im Norden, Skalnatá dolina (deutsch Steinbachtal) im Osten und Malá Studená dolina (deutsch Kleines Kohlbachtal) im Südwesten. 

## Name
Der Name leitet sich von der ehemaligen Zugehörigkeit zum Gemeindegebiet von Veľká Lomnica (deutsch Großlomnitz) ab und etablierte sich in der ersten Hälfte des 19. Jahrhunderts. Die Grundform des Namens, Lomnica, bezeichnete ursprünglich den auf den Osthängen entspringenden Bach Skalnatý potok, mit der Deutung „schnell fließender Bach“.
In der Vergangenheit trug die Spitze verschiedene Namen. Der Kesmarker Geograph David Frölich schrieb 1644 vom Vater, im Werk Ungarischer oder Dacianischer Simplicissimus (1683) von Daniel Speer ist vom Grossvater die Rede. Beide Namen drücken die Achtung, die das Volk im Komitat Zips vor dem Berg hatte, aus, zudem ähnelt die Gestalt des Gipfelbereichs dem Kopf eines alten Manns beim Blick aus dem Gebiet von Starý Smokovec, insbesondere im Winter und bei Mondlicht, erkennbar. Ungeachtet wirklicher Besitzungen und auch aufgrund der Beiträge der Stadt Kežmarok (deutsch Käsmark) bei der Erkundung der Hohen Tatra war im 18. Jahrhundert die Lomnitzer Spitze als Petra altissima kesmarkiensis (nach Georg Buchholtz dem Jüngeren) oder höchste Kaisermärker Spitze (Andreas Jonas Czibesz) bekannt, als der östliche Teil der Hohen Tatra als Kesmarker Gebirge bekannt war. Der Name Lumnitzer Spitze (sic!) erschien im Werk Das weit und breit erschollene Zipser Schnee-Gebürg im Jahr 1719 und zwar vom Autor Georg Buchholtz dem Älteren, der allerdings auch den Namen Kesmarker Spitze nutzte. Auch in der 1798 erschienenen französischen Übersetzung des Werks Travels in Hungary des englischen Reisenden Robert Townson aus dem Jahr 1797 sind die Namen la pointe de Kesmark und la pointe de Lomnitz Synonyme.
In einer Karte der Nordzips von Florian Czaki aus dem 1760 erscheint der Name Königsberg, der ähnlich wie Vater die dominante Stellung hervorheben sollte. Eine ähnliche Bedeutung haben die polnischen Namen Królowa Tatr und Królowa Tatrzańska. Später wies Gottlieb K. Windisch (Geographie des Kgr. Ungarn, 1780) dem Berg den Namen Gänserich zu, nach dem zipserdeutschen Namen für das Gänsefingerkraut. Dies bezeichnete jedoch den nahen Ľadový štít (deutsch Eistaler Spitze). Der polnische Geograph Stanisław Staszic nutzte 1815 den Namen Wielki Krapak für die Lomnitzer Spitze, während das Wort Krapak veraltet im Polnischen für den ganzen Karpatenbogen steht.

## Geschichte
Der Berg war 1209 Teil der Grundstücke, die der ungarische König Andreas II. an die Vorfahren der späteren Familie Berzeviczy schenkte, die sich in Veľká Lomnica (Ersterwähnung 1257) am Gebirgsfuß niederließen. Im zum ersten Mal im 15. Jahrhundert erschienenen Familienwappen ist eine Gämse auf einem stilisierten Gebirgskamm abgebildet.
Lange wurde in der Zips der Vater als höchster Punkt des Schneegebirge, wie die Tatra zeitgenössisch genannt wurde und galt als unbesteigbar, im Gegensatz zur nahen Kesmarker Spitze. Bezüglich der Höhe hatte die Lomnitzer Spitze einen ähnlichen Status wie der Kriváň in der Liptau oder die Eistaler Spitze für das Volk im polnischen Podhale. Die Kesmarker Schusterfamilie Fábry versuchten in der zweiten Hälfte des 18. Jahrhunderts, in Sommermonaten, ein Bergwerk am Nordhang der Lomitzer Spitze zu betreiben. Aus dem gewonnenen Erz wurde in einem Unterstand unweit des Sees Zelené pleso (deutsch Grünsee) Malachit und Silber aussortiert. Jakob Fábry d. Ä., der hier von 1760 bis 1790 arbeitete, zwar soll als Erster auf dem Gipfel gestanden sein, gab jedoch nicht an, dies als erster getan zu haben. Die erste belegte Besteigung stammt erst von Robert Townson mit zwei Bergführern am 16. August 1793, der den Aufstieg in seinem Werk Travels in Hungary beschreibt. Mit einem Barometer maß er die Höhe der Spitze mit 2880 Yards (also 2633,5 Meter) über dem Meeresspiegel, die fast genau der heute angegebenen Höhe entspricht. Am 21. und 22. August 1802 (oder 1804) stand der polnische Geologe Stanisław Staszic auf dem Gipfel, übernachtete dort und führte verschiedene wissenschaftliche Beobachtungen durch. Auch der schwedische Botaniker Göran Wahlenberg erreichte den Gipfel am 19. August 1813, wie aus dem Werk Flora Carpatorum Principalium (Göttingen 1814) zu lesen ist. Nach der Gründung des Kurorts Starý Smokovec (deutsch Altschmecks) im Jahr 1793 wuchs das touristische Interesse für den Berg, insbesondere der Gastwirt und Pachtinhaber von Schmecks Johann Georg Rainer machte sich um die Popularisierung der Spitze verdient und ließ 1865 die Rainerhütte bauen, um Ausflüge zum Berg zu erleichtern.
Der lange angenommene Status der Lomnitzer Spitze als höchster Punkt der Tatra wurde erst 1837 und 1838 vom Förster Ludwig Greiner angefochten, als er mittels einer trigonometrischen Messung den Gerlachovský štít (deutsch Gerlsdorfer Spitze) zur höchsten Spitze bestimmt hatte. Seine Messungen wurden aber erst 1876 in der amtlichen Kartographie akzeptiert. Als erste Winterbesteiger gelten Theodor Wundt mit dem Führer Jakob Horvay, die den Berg am 27. Dezember 1891 bezwangen.

## Infrastruktur
Auf dem Gipfel gibt es eine Seilbahnstation und ein astronomisch-meteorologisches Institut. 1957 wurde ein Richtfunkturm, 1962 eine Hochspannungsleitung gebaut.
Vom Skalnaté pleso (Steinbachsee) führt die Luftseilbahn Lomnitzer Spitze bis auf den Gipfel, die an zwei Kabinenbahnen vom Talort Tatranská Lomnica über Zwischenstation Štart anschließt. Die Anreisenden per Seilbahn können 50 Minuten auf dem Gipfel verbringen. Zu Fuß ist der Berg nur mit einem Bergführer zu besteigen. Der leichteste Anstieg ist vom Sattel Lomnické sedlo (2190 m n.m.).
Außer der Bergstation wurde im Jahr 1940 ein Gebäude für eine Wetterstation errichtet. 1962 wurde die Koronarstation des astronomischen Institutes der Akademie der Wissenschaften eingerichtet, um die kosmische Strahlung zu untersuchen.

## Routen
Lomnický štít ist nicht über einen touristisch markierten Fußweg erreichbar. Die Touristen können ab 19. Dezember 1941 mit der Seilbahn von Skalnaté pleso zum Gipfel fahren. Lomnický štít ist Teil der Seilbahn Tatranská Lomnica - Lomnický štít, die damals die modernste Seilbahn Europas war. Die Besucher können jedoch maximal 50 Minuten auf dem Gipfel verbringen. Es ist auch möglich, aus Lomnické sedlo zum Gipfel zu klettern, jedoch nur in Begleitung eines Bergführers.

## Galerie

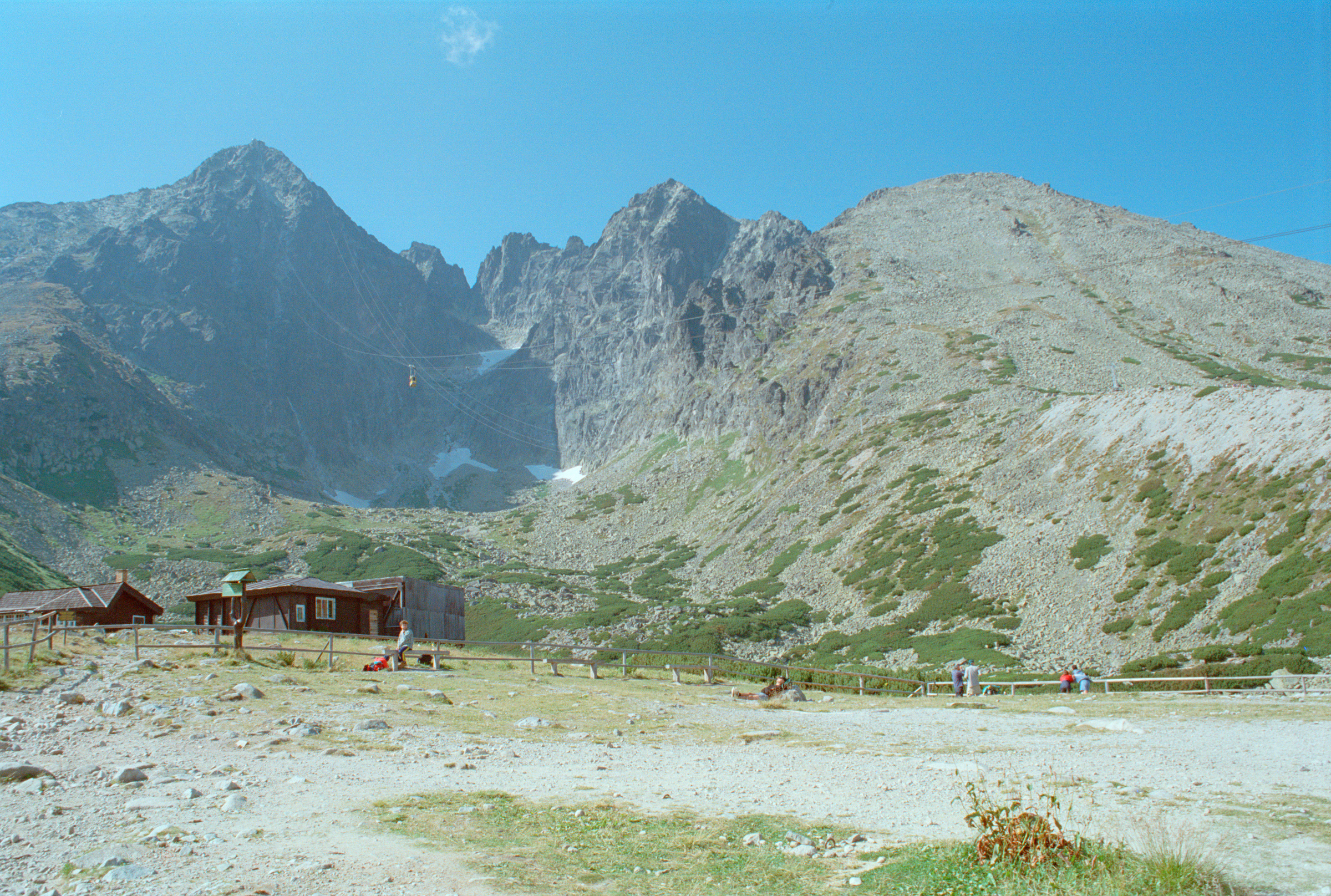
Blick von der Seilbahnstation Skalnaté pleso (Steinbachsee) zum Gipfel
Blick vom Gipfel nach Südosten (unten: Skalnaté pleso (1751 m) + Tatranská Lomnica (850 m), hinten rechts: Poprad (672 m))
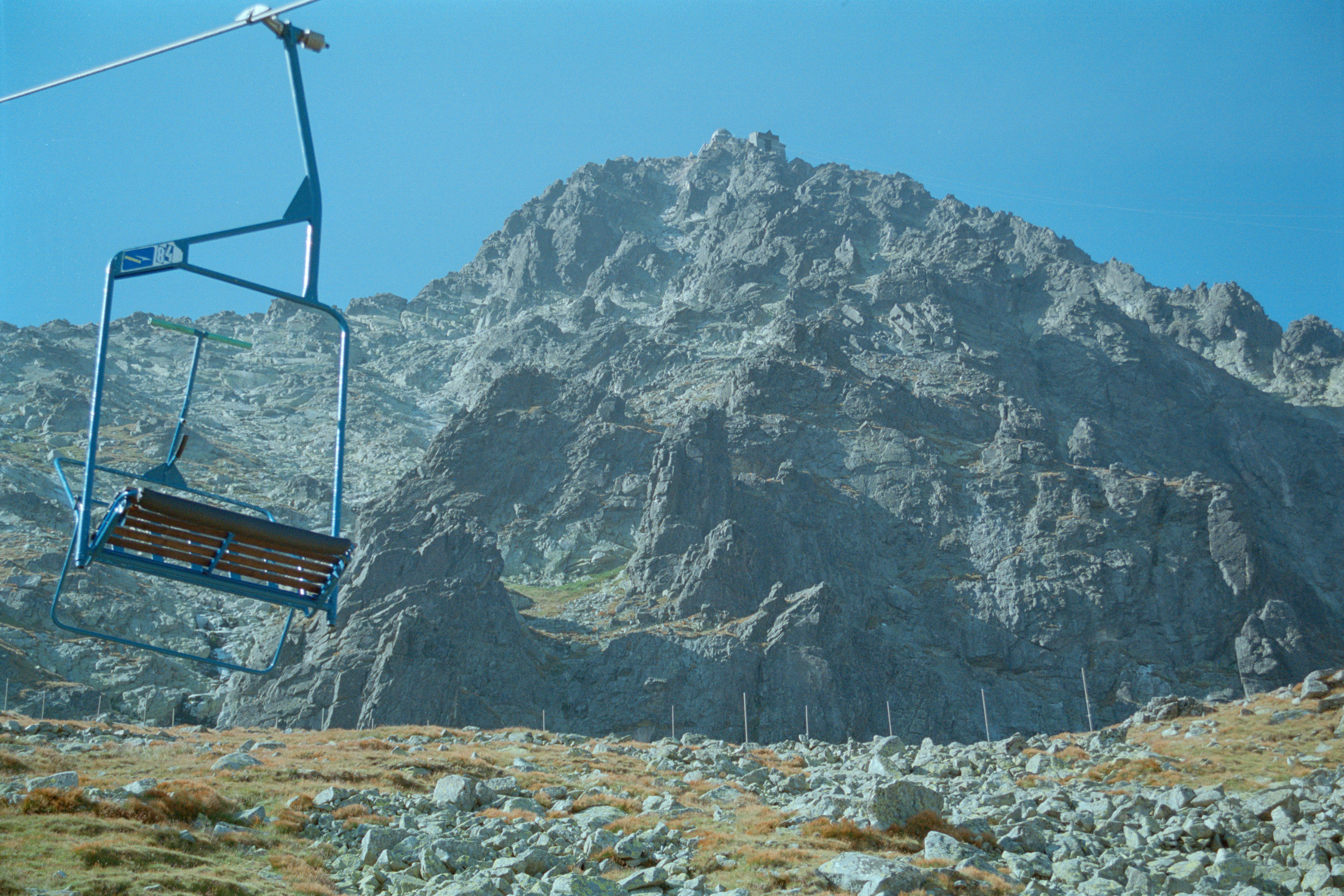
Sessellift auf den Lomnické sedlo (dt. Lomnitzer Sattel)
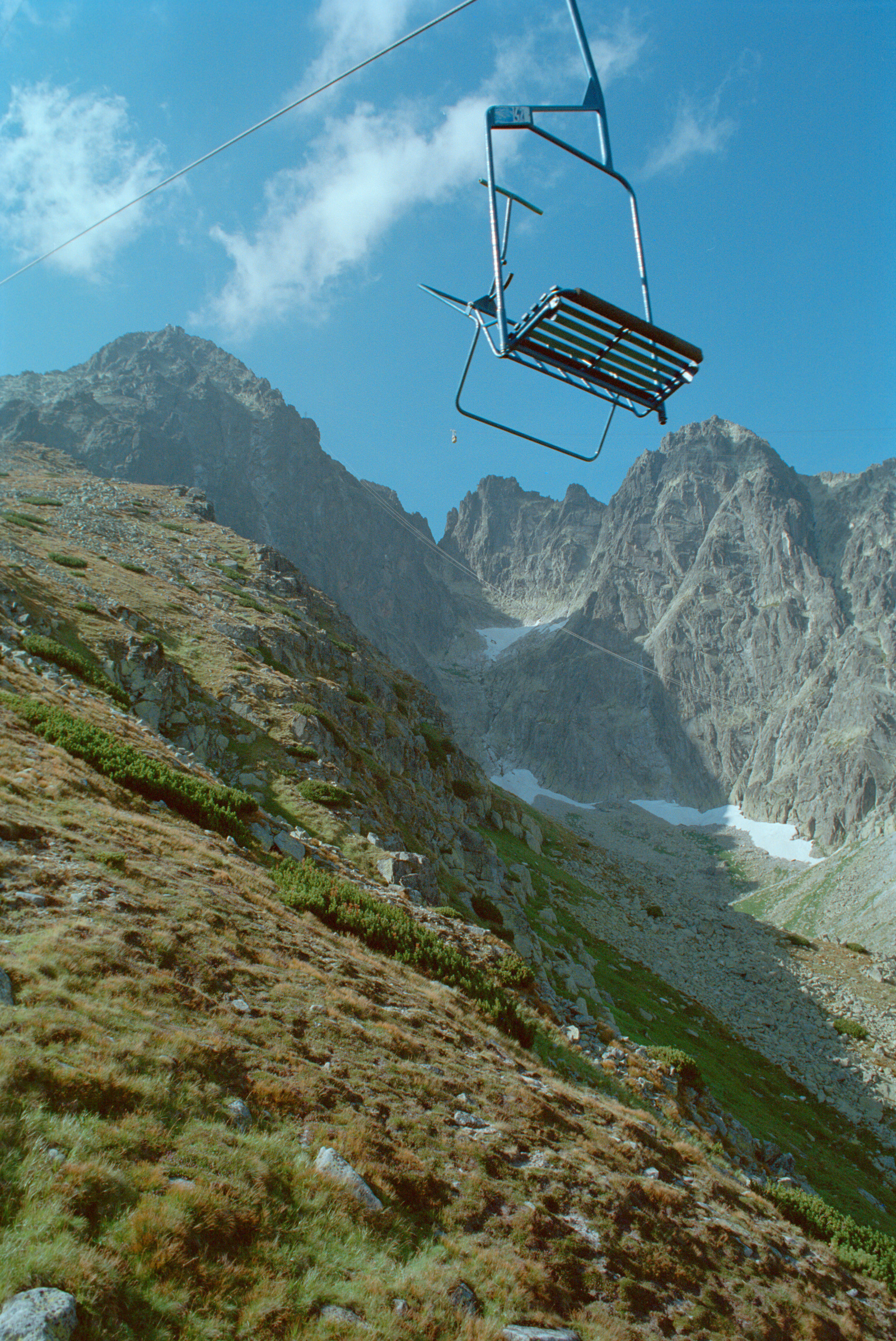
Sessellift auf den Lomnické sedlo
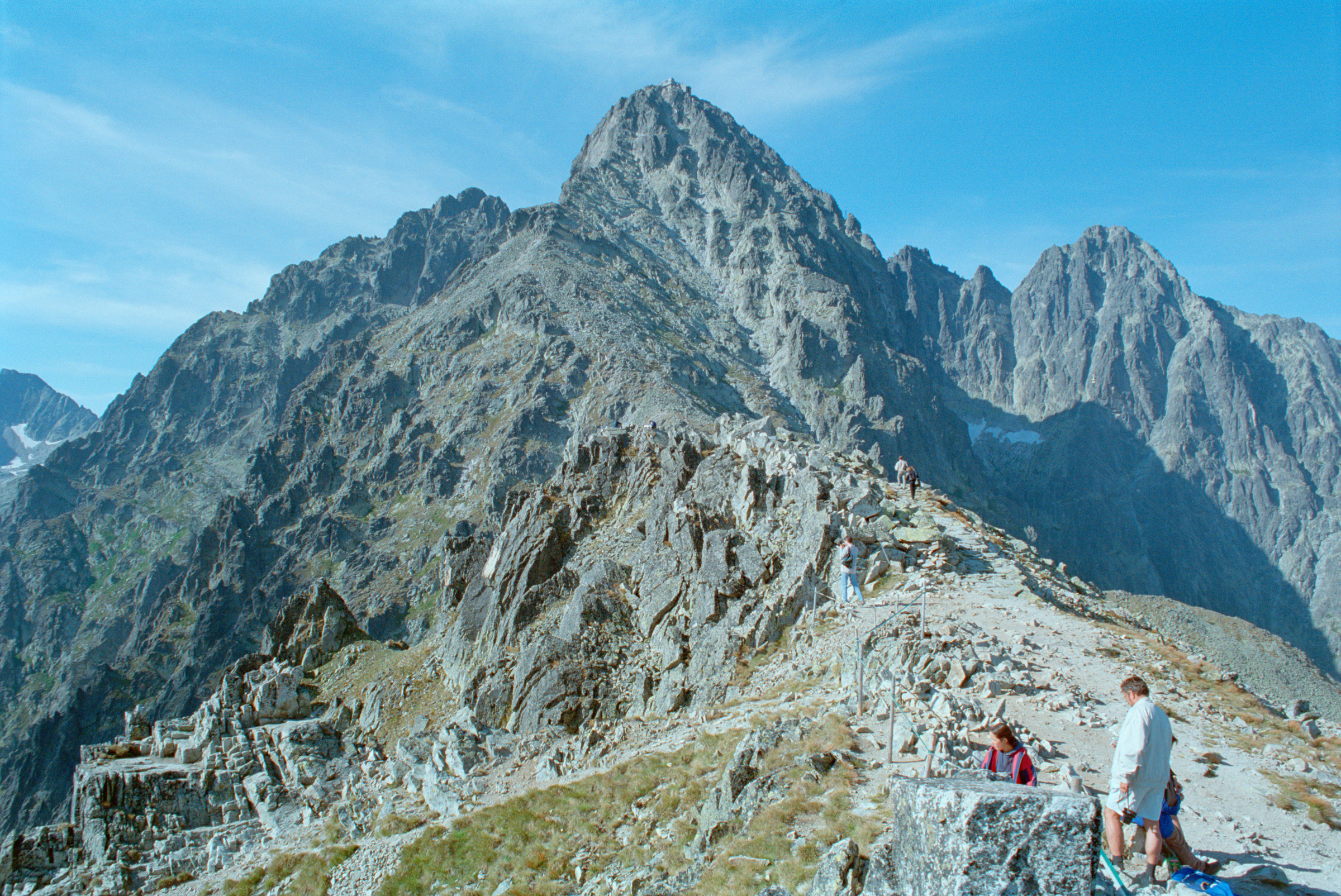
Blick vom Lomnické sedlo zum Gipfel
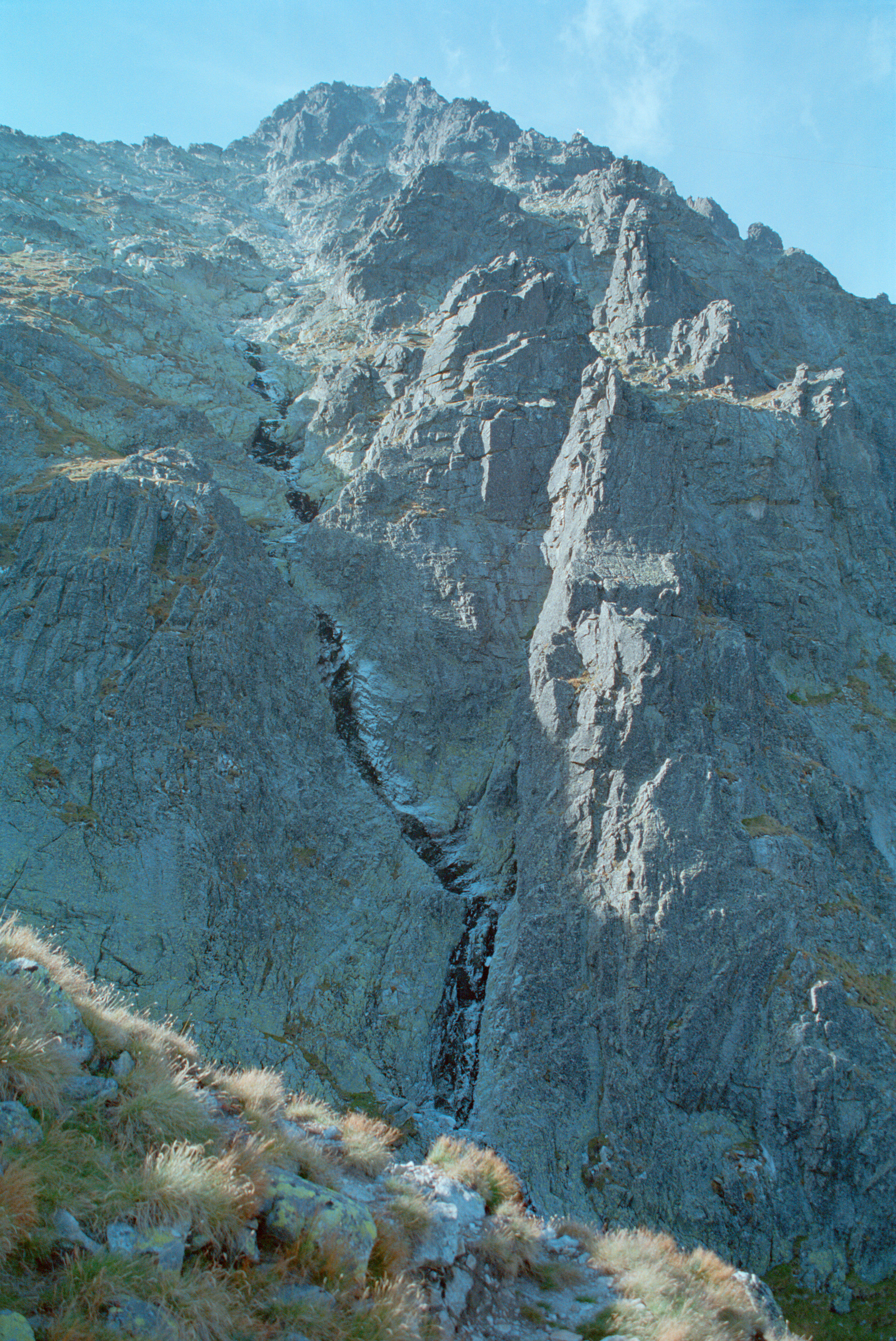
Südwand
Blick vom Gipfel nach Südwesten zum Gerlachovský štít (2655 m, links der Mitte)

## Klima
|                        | Jan   | Feb   | Mär   | Apr   | Mai   | Jun   | Jul   | Aug   | Sep   | Okt   | Nov   | Dez   |   |         |
| Mittl. Temperatur (°C) | −10,1 | −10,5 | −8,8  | −4,5  | 0,1   | 3,8   | 5,6   | 6,0   | 1,8   | −1,4  | −5,3  | −8,8  | ⌀ | −2,6    |
| Mittl. Tagesmax. (°C)  | −8,2  | −8,4  | −6,3  | −1,9  | 2,6   | 6,7   | 8,4   | 8,7   | 4,1   | 0,6   | −3,3  | −7,0  | ⌀ | −0,3    |
| Rekordmaximum (°C)     | 3,1   | 6,2   | 8,5   | 9,0   | 14,5  | 17,4  | 19,5  | 24,0  | 14,3  | 12,5  | 10,5  | 8,4   | ᐃ | 24,0    |
| Mittl. Tagesmin. (°C)  | −11,9 | −12,6 | −11,0 | −7,0  | −2,4  | 1,1   | 2,9   | 3,4   | −0,3  | −3,3  | −6,9  | −10,5 | ⌀ | −4,8    |
| Rekordminimum (°C)     | −30,8 | −29,9 | −31,2 | −22,3 | −17,0 | −9,4  | −7,2  | −11,0 | −11,6 | −19,2 | −23,2 | −28,5 | ᐁ | −31,2   |
|                        |       |       |       |       |       |       |       |       |       |       |       |       |   |         |
| Niederschlag (mm)      | 161,3 | 153,2 | 162,8 | 144,3 | 144,5 | 147,8 | 188,2 | 142,6 | 110,7 | 119,2 | 140,4 | 156,1 | Σ | 1.771,1 |
|                        |       |       |       |       |       |       |       |       |       |       |       |       |   |         |
| Regentage (d)          | 16,2  | 16,1  | 16,7  | 15,7  | 16,6  | 15,8  | 16,9  | 13,2  | 11,8  | 13,1  | 14,4  | 16,4  | Σ | 182,9   |

| −11,9 |

| −12,6 |

| −11,0 |

| −7,0 |

| −2,4 |

| 1,1 |

| 2,9 |

| 3,4 |

| −0,3 |

| −3,3 |

| −6,9 |

| −10,5 |

| −11,9 |

| −12,6 |

| −11,0 |

| −7,0 |

| −2,4 |

| 1,1 |

| 2,9 |

| 3,4 |

| −0,3 |

| −3,3 |

| −6,9 |

| −10,5 |

| N i e d e r s c h l a g | 161,3 | 153,2 | 162,8 | 144,3 | 144,5 | 147,8 | 188,2 | 142,6 | 110,7 | 119,2 | 140,4 | 156,1 |
|                         | Jan   | Feb   | Mär   | Apr   | Mai   | Jun   | Jul   | Aug   | Sep   | Okt   | Nov   | Dez   |